# Rádfalva
Rádfalva es un pueblo ubicado en el distrito de Siklós, en el condado de Baranya, Hungría.

## Superficie
Posee una superficie de 12,88 kilómetros cuadrados.

## Demografía
Hasta 2019 la población era de 169 habitantes, con una densidad de población de 13,12 habitantes por kilómetro cuadrado.